# عبيد الله بن العباس
عبيد الله بن العباس بن عبد المطلب القرشي الهاشمي، هو ابن عم النبي محمد، وابن العباس بن عبد المطلب، يُكْنَى أبا محمّد، أمه أم الفضل لبابة الكبرى، من أصحاب علي والحسن والحسين، وكان رجلًا تاجرًا. روى الحديث عن النبي صلى الله عليه وسلم وروى عنه سليمان بن يسار، ومحمد بن سيرين، وعطاء بن أبي رباح.
ومات عبيد الله بن العبّاس سنة ثمان وخمسين، وقال الواقدي، والزّبير: تُوفّي عبيد الله بن عبّاس بالمدينة في أيام يزيد بن معاوية، وقال مصعب: مات باليمن، قال ابن الأثير: والأوّل أصحّ، وقال الحسن بن عُثمان: مات عبيد الله بن العبّاس سنة سبع وثمانين في خلافة عبد الملك، وقال الواقدي، أبو نعيم: بقي إلى دَهْر يزيد بن معاوية.